# Coppa Sabatini 1961
La Coppa Sabatini 1961, decima edizione della corsa, si svolse l'8 ottobre 1961 su un percorso di 224 km. La vittoria fu appannaggio dell'italiano Dino Bruni, che completò il percorso in 5h44'00", precedendo il connazionale Giuseppe Pardini e il belga Jos Hoevenaers.

## Ordine d'arrivo (Top 10)
| Pos. | Corridore         | Squadra | Tempo    |
| ---- | ----------------- | ------- | -------- |
| 1    | Dino Bruni        | Ignis   | 5h44'00" |
| 2    | Giuseppe Pardini  | Ignis   | a 1'25"  |
| 3    | Jos Hoevenaers    | Ghigi   | s.t.     |
| 4    | Giancarlo Gentina | Carpano | a 1'28"  |
| 5    | Alberto Assirelli | Fides   | s.t.     |
| 6    | Luigi Sarti       | Ghigi   | s.t.     |
| 7    | Antonio Franchi   | Atala   | s.t.     |
| 8    | Arnaldo Pambianco | Fides   | s.t.     |
| 9    | Franco Magnani    | Ghigi   | s.t.     |
| 10   | Giuseppe Tonucci  | Ignis   | s.t.     |